# If We Could Only See Us Now
If We Could Only See Us Now è un album discografico di raccolta / DVD del gruppo musicale rock statunitense Thrice, pubblicato nel 2005.

## Tracce
1. Eclipse – 3:21
2. Motion Isn't Meaning (feat. Wade Halicki) – 1:53
3. Stare At The Sun (Acoustic) – 3:41
4. Cold Cash, Colder Hearts (Live At the Apple Store) – 3:03
5. The Artist in the Ambulance (Live At The Apple Store) – 3:47
6. Eleanor Rigby (Beatles cover) – 3:51
7. Send Me An Angel (Real Life cover) – 3:27
8. That Hideous Strength – 2:30
9. So Strange I Remember You (Alternative version/Live bootleg from PNC Bank Arts Center) – 4:18

## Formazione
- Dustin Kensrue - voce, chitarra
- Teppei Teranishi - chitarra, cori, tastiere
- Eddie Breckenridge - basso, cori
- Riley Breckenridge - batteria, percussioni